# Tamás Hajnal
Tamás Hajnal, född 15 mars 1981, är en ungersk fotbollsspelare som spelar i det tyska laget VfB Stuttgart och i det ungerska landslaget.